# Нордгрен, Лейф
Лейф Нордгрен (англ. Leif Nordgren; род. 18 мая 1989, Колорадо-Спрингс, Колорадо) — американский биатлонист, двукратный участник Олимпийских игр.

## Биография
С 2007 года Нордгрен участвует на крупных международных соревнованиях. До этого спортсмен занимался лыжными гонками. В 2008 году к нему пришёл первый успех. Он стал бронзовым призёром в гонке преследования на Чемпионате мира среди юниоров в немецком Рупольдинге.
На этапах Кубка мира дебютировал в сезоне 2010/11. С тех пор Нордгрен входит в состав сборной США. Биатлонист участвовал во взрослых первенствах мира и на Открытом чемпионате Европы по биатлону.

### Участие в Олимпийских играх
| Год  | Место проведения | Спринт | Гонка преследования | Индивидуальная гонка | Масс-старт | Эстафета | Смешанная эстафета |
| ---- | ---------------- | ------ | ------------------- | -------------------- | ---------- | -------- | ------------------ |
| 2014 | Сочи             | 45     | 53                  | 83                   | —          | 16       | —                  |

## Результаты

### Кубок мира
- 2010/11 — 63-е место (69 очков)
- 2011/12 — 97-е место (8 очков)
- 2012/13 — 72-е место (35 очков)
- 2013/14 — 74-е место (31 очко)